# António Brojo
António Pinho Brojo (Coimbra, 28 de novembro de 1928 —  Coimbra, 25 de agosto de 1999) foi um músico português.
Frequentou o Liceu de Coimbra e começou os estudos de Ciências Farmacêuticas em Coimbra, que viria a ter de terminar na Universidade do Porto em 1950, por não ser possível ainda fazer na totalidade o curso em Coimbra. Preparou a tese de doutoramento em Farmácia na Universidade de Basileia e doutorou-se na Universidade do Porto em 1961. Seguiu a carreira académica na Universidade de Coimbra, onde chegaria a professor catedrático (1972) e a vice-reitor (1994). Jubilou-se da Faculdade de Farmácia da Universidade de Coimbra em 1998.
Paralelamente à carreira de professor universitário, foi um distinto executante de guitarra de Coimbra. Começou a tocar ainda nos anos quarenta, quando frequentava o Liceu com guitarristas como José Amaral, João Bagão, Armando de Carvalho Homem e Flávio Rodrigues da Silva. Ao lado de António Portugal, viria a fazer um dos mais célebres duetos de guitarra de Coimbra.
Gravou dois CDs: "Variações Inacabadas" e "Memórias de uma Guitarra".